# Podoliacanthidae
Podoliacanthidae — викопна родина риб із клади Ischnacanthiformes. Рештки знайдені на територіях Поділля (Україна) і Гренландії (Данія).
У 2012 був описаний рід Podoliacanthus, який включили в родину Ischnacanthidae. 2018 року описали роди Drygantacanthus і Kasperacanthus, яких разом з Podoliacanthus виокремили в нову родину.